# Chrysotus caudatulus
Chrysotus caudatulus är en tvåvingeart som beskrevs av Van Duzee 1932. Chrysotus caudatulus ingår i släktet Chrysotus och familjen styltflugor.
Artens utbredningsområde är Bolivia. Inga underarter finns listade i Catalogue of Life.